# Live in London (Deep Purple-album)
A Live in London a Deep Purple harmadik felállásának (Mk. 3) koncertalbuma. A felvétel a londoni Kilburn State Gaumont-ban készült 1974. május 22-én a Burn turné alatt. Eredetileg a BBC készítette rádiós sugárzásra, lemezen csak 1982-ben jelent meg.
Az első kiadás nem volt teljes. A koncerten szintén elhangzott "Space Truckin" (29:52) helyhiány miatt lemaradt, csak 2002-ben jelent meg a Listen, Learn, Read On válogatásban. 2007 augusztusában jelenik meg a második, újramasterelt, teljes kiadás 2 CD-n – a második lemezen csak csak a Space Truckin' kap helyet.

## Az album dalai
| 1.    | Burn                      | Blackmore, Lord, Paice, Coverdale      | 6:53  |
| 2.    | Might Just Take Your Life | Blackmore, Lord, Paice, Coverdale      | 4:36  |
| 3.    | Lay Down, Stay Down       | Blackmore, Lord, Paice, Coverdale      | 4:56  |
| 4.    | Mistreated                | Blackmore, Coverdale                   | 11:47 |
| 5.    | Smoke on the Water        | Blackmore, Gillan, Glover, Lord, Paice | 10:22 |
| 6.    | You Fool No One           | Blackmore, Lord, Paice, Coverdale      | 18:04 |
| 57:25 |                           |                                        |       |

## Közreműködők
- Ritchie Blackmore
- David Coverdale
- Glenn Hughes
- Jon Lord
- Ian Paice